# Swedbank
De Swedbank is een van de grootste spaarbanken in Zweden en onderdeel van de Swedbank Group.

## Geschiedenis
De eerste Zweedse spaarbank (1820) begon in Göteborg en was vanaf 1992 onderdeel van Sparbanken Sverige, een samengaan van een aantal spaarbanken.
In 1997 fuseerden de FöreningsSparbanken (FSB) en Sparbanken Sverige tot Swedbank.

## Baltische staten
Swedbank is goed vertegenwoordigd in de Baltische staten via de Hansabank. Op 11 december 2011 vond er een run plaats op de Swedbank in Letland. Ongeveer 10.000 Letten namen een totaal van meer dan tien miljoen lats op, nadat er geruchten van een faillissement werden verspreid op Twitter.